# 알반 베르크
알반 마리아 요하네스 베르크(Alban Maria Johannes Berg, 1885년 2월 9일 ~ 1935년 12월 24일)는 오스트리아의 작곡가이다. 베르크는 아놀드 쇤베르크와 안톤 베베른과 함께 제2빈악파의 구성원으로, 말러적인 낭만주의와 쇤베르크의 12음기법을 매우 개인적으로 적용하여 작곡하였다. 그는 비교적 적은 수의 작품을 남겼지만, 표현적이고 감성적인 음악을 통해 20세기 가장 중요한 작곡가 중 한 명으로 평가받는다.
베르크는 빈에서 태어나 생애 대부분을 그곳에서 보냈으며, 15세 때 작곡을 시작했다. 1904년부터 1911년까지 아르놀트 쇤베르크에게 대위법, 음악 이론, 화성을 배웠으며, 쇤베르크의 "발전적 변형"과 12음 기법을 받아들였다.
대표작으로는 오페라 《보체크(1924)》, 오페라 《룰루(1935, 사후 완성)》, 실내악곡 《서정 모음곡》, 《실내 협주곡》, 《바이올린 협주곡》 등이 있다. 이외에도 다수의 가곡(Lieder)을 작곡했으며, 12음 기법을 사용하면서도 보다 인간적이고 감성적인 요소를 가미한 점에서, 쇤베르크의 음악보다 더 "정서적"이라는 평가를 받는다. 그의 음악은 표면적으로 화려한 매력을 지니고 있어, 쇤베르크의 음악이 상대적으로 난해했던 것과 달리 비교적 많은 청중의 지지를 받았다.
베르크는 1935년 패혈증으로 사망하였다.

## 생애
베르크는 빈에서 요한나와 콘래드 베르크의 사이에서 네 아이 중 세 번째로 태어났다. 그의 가족은 1900년 그의 아버지가 죽을 때까지 풍족하게 살았다. 베르크는 어린 시절 음악보다는 문학에 더 관심이 많아서, 그가 스스로 음악을 익히기 시작한 15살이 될 때까지 작곡을 하지 않았다. 그는 아르놀트 쇤베르크에게서 6년간 공부를 할 때까지는 정규 음악 교육을 거의 받지 않았다. 베르크는 대위법과 음악 이론, 화성학을 1906년까지 배웠고, 1907년까지는 음악 공부에 전념한 다음, 작곡 교습을 시작하였다.
쇤베르크 지도하의 베르크의 작곡은 5개의 피아노 소나타 초고과 다양한 노래들로 《7개의 초기 노래들》(Sieben frühe Lieder)을 포함한다. 그중의 3개는 작곡된 같은 해에 빈에서 쇤베르크의 제자들의 음악을 주연으로 삼는 연주회에서 처음으로 대중을 향해 연주되었다.
이러한 초기 작품은 쇤베르크의 지도하에 베르크의 작곡가로서의 진행을 드러내었다. 이 초기의 소나타 초고는 결국 베르크의 소나타 작품 1번으로 정점에 다다랐다. 비록 그의 졸업작곡으로 여겨졌지만, 그 작품은 작곡가들의 가공할 만한 초기 작품 중 하나이다. 쇤베르크는 베르크의 일생동안 중요한 영향을 끼쳤다. 베르크는 쇤베르크를 작곡가와 정신적 지주로서 크게 존경했을 뿐만 아니라, 그의 나머지 일생에서 가까운 친구로 남았다. 많은이는 베르크가 그의 아버지의 죽음 동안, 베르그의 어린 젊은시기를 돌봐준 쇤베르크를 대리 아버지로 보았다고 생각했다.
쇤베르크가 그의 가르침에서 중요하게 사용된 아이디어는 뒤에 변주곡으로 발전하기로 알려지게 되었고, 이것은 한 자품의 일성은 한가지 기본적인 아이디어에서부터 도래된 작곡의 모든 면에 의지한다고 말했다. 베르크는 이 생각을 그의 학생들에게 전달했고, 테오도르 아도르노는 베르크가 말하고자하는 중심 원칙은 변주라고 말한다. 모든 것은 기타 다른 것에서 발전되고 그것은 내재적으로 다른 것이라 가정된다. 그 소나타 작품은 이 생각의 실행의 놀랄 만한 예제이다. 전체 작곡은 처음 4개의 음 모습과 시작하는 구절로부터 유래될 수 있다.

베르크는 세기말 격렬한 시기 동안 빈 음악적 지식인의 일부였다. 그의 구성원 중에서는 음악가인 알렉산더 폰 젬린스키와 프란츠 슈레커와 화가인 구스타프 클림트, 작가이자 풍자가인 칼 크라우스, 건축가인 아돌프 루스와 시인인 페터 알텐베르크를 포함한다. 1906년 베르크는 가수이자 부유한 집안의 영양인 헬레네 나호프스키를 만났다. 비록 그녀의 집안의 외적인 반대에도 불구하고, 이 둘은 1911년 5월 3일에 결혼했다.
1913년 베르크의 《페터 알텐베르크의 글이 적힌 사진 우편카드에 관한 다섯개의 노래》 중 두개가 빈에서 쇤베르크의 지휘하에 초연되었다. 산문적이고 경구의 발성이 매우 대규모의 관현악과 함께 수반된 이 작품은 폭동을 일으켜서, 그 공연은 중지되어야 했다. 이 작품은 1952년까지 전체가 공연되지 못했다.(1966년까지 전체 악보가 발간되지 않았다)
1915년부터 1918년까지 베르크는 오스트리아 군대에 복무했고, 1917년이 거의 끝날 무렵, 그는 첫 번째 오페라인 《보체크》를 작곡하기 시작했다. 제1차 세계 대전 후에 베르크는 다시 빈에 정착하여, 개인적으로 제자들을 가르쳤다. 베르크는 역시 쇤베르크가 음악적 개인 연주들의 조합을 운영하는 것을 도왔다. 그 조합은 열린 리허설과 반복적인 공연과 모든 신문 비평을 제외한 채로, 예상치못한 낯선 새 음악의 실험을 위해 이상적인 환경을 창조하려 했다.
1924년 《보체크》에서 세부분을 발췌한 공연은 베르크에게 첫 번째 대중적인 성공을 가져왔다. 베르크가 1922년에 완성한 그 오페라는 에리히 클라이버가 베를린에서 지휘한 1925년 12월 14일에서야 전체가 상연되었다. 《보체크》는 오늘날 그의 가장 중요한 작품 중 하나가 되었다. 후기 오페라인 룰루는 비평적으로 칭송을 얻었고, 그의 죽음으로 3악장이 미완성된 채로 남아있다.
베르크의 가장 잘 알려진 작품은 아마도 애잔한 《바이올린 협주곡》이다. 그의 많은 성숙한 작품처럼, 쇤베르크의 12표음 기법을 지극히 개인적으로 적용시켜서, 명백한 무조성과 더 전통적인 조성 악절와 화성을 혼합시킬 수 있었다. 거기다 이 작품은 바흐의 합창곡과 오스트리아 쾌른텐 지역의 민속 노래를 포함하여, 이전에 존재하는 조성 음악을 실제로 인용하였다. 그 바이올린 협주곡은 발터 그로피우스와 알마 쉰들러 사이의 작고한 딸인 마농에게 헌정되었다.(부제: 어느 천사를 회상하며)
베르크의 다른 유명한 작품은 《서정 모음곡》(벨라 버르토크의 현악 사중주 3번에 큰 영향을 준 것으로 보인다)과 관현악을 위한 3개 작품과 바이올린, 피아노, 13 관악기를 위한 실내 협주곡이 있다.
베르크는 크리스마스 이브에 빈에서 벌레에게 물려서 야기된 패혈증에 의해 사망했다. 그 당시 50살이었다. 20세기가 끝난 후,회고적인 성향이라 일컬어지던 베르크는 어느 새 작곡가이자 음악 이론가인 조지 펄(George Perle)이 이미 60년대에 주목했듯 최고로 진보 성향인 작곡가로 주목받게 되었다.

## 작품 목록

### 피아노
- 피아노 소나타 작품번호 1(1910년에 출간)
- 12개의 변주곡 다장조(1908년 작곡, 1957&85년에 출간)

### 실내악
- 현악 4중주 작품번호 3(1910)
- 클라리넷과 피아노를 위한 4개의 소품 작품번호 5(1913)
- 서정 모음곡(현악 4중주)(1925~6)
- 실내 협주곡(1923~5)

### 관현악 및 협주곡
- 세 개의 관현악 소품 작품번호 6(1913~5)
- 바이올린 협주곡(1935)

### 가곡 및 독창
- 젊은이의 노래 1부(1901~4)
- 젊은이의 노래 2부(1904~8)
- 7개의 초기 노래(1905~8)
- 내 두 눈을 감아봐(1907)
- 4개의 노래 작품번호 2(1909~10)
- 4개의 관현악 노래 작품번호 4(1912)
- 포도주(1929)

### 오페라
- 보체크 작품번호 7(1914~22)
- 룰루(1929~35)